# AS 23 Sofia
AS 23 Sofia (Bulgaars: ОСК Атлетик Слава 1923) was een Bulgaarse voetbalclub uit de hoofdstad Sofia.

## Geschiedenis
De club werd op 28 oktober 1923 opgericht na de fusie van OSK, Atletik en Slava. De laatste twee hadden al deelgenomen aan de stadscompetitie van Sofia. Atletik was de oudste van de drie en werd in 1910 opgericht. In de beginjaren was er geen nationale competitie, maar enkel een lokale competitie en de kampioenen namen het vanaf 1924 in de nationale eindronde tegen elkaar op om de landstitel te beslechten. In 1931 slaagde de club er voor het eerst in om die eindronde te bereiken. Met klinkende zeges plaatste de club zich voor de finale tegen Sjiptsjenski Sokol Varna. Varna leidde met 1-2 toen in de 73ste minuut een speler van Varna met een gebroken been het veld af moest. De spelers van Varna eisten dat de speler van Sofia die verantwoordelijk was van het veld gestuurd werd maar de scheidsrechter weigerde dit waarop de spelers het veld verlieten, later besloot de voetbalbond om AS 23 een 3-0 overwinning én de landstitel toe te kennen.
De volgende jaren slaagde de club er niet meer in zich te kwalificeren. Vanaf 1937/38 werd er een nationale competitie opgezet. Er mochten vier clubs uit Sofia aantreden en AS 23 was daar niet bij, maar slaagde er wel na één seizoen in te promoveren. De volgende twee jaar werd de club telkens vierde. Hierna brak de Tweede Wereldoorlog uit en werd de titel weer in bekervorm beslecht. In 1941 won de club de beker van Bulgarije. In 1944 plaatste de club zich opnieuw voor de eindronde maar werd in de eerste ronde uitgeschakeld door Benkovski Sofia met zware 3-1, 7-1 cijfers.
Op 9 november 1944 werd de club opgeheven toen ze gedwongen moesten fuseren met Sjipka-Pobeba en Spartak Poduene in Tsjavdar Sofia een voorloper van het huidige CSKA Sofia.

## Erelijst
Landskampioen
1931
Beker van Bulgarije
1941